# Karolis Navickas
Pas d'image ? Cliquez ici

a Compétitions nationales et continentales officielles uniquement.

b Matchs officiels uniquement.
Dernière mise à jour le 6 juin 2020.
Karolis Navickas, né le 9 avril 1990 à Šiauliai en Lituanie, est un joueur de rugby à XV international lituanien évoluant au poste de deuxième ligne. Il joue au sein de l'effectif de Pays d'Aix Rugby Club (PARC) depuis 2014. Il pratique également la boxe.

## Biographie
Karolis Navickas joue jusqu'en 2009 avec le club lituanien du RC Vairas, puis pour le club russe du VVA Podmoskovye en 2009-2010, avant de rejoindre l'Angleterre et les Peterborough Lions puis l'équipe des moins de 21 ans des Natal Sharks en 2011, et retourner en Angleterre pour rejoindre les Sale Sharks où il joue avec l'équipe réserve pendant le reste de la saison[réf. nécessaire]. En 2012, il rejoint le club français de l'Union Bordeaux Bègles. À l'issue de la saison 2012-2013, il s'engage avec le club russe du Krasny Yar.

## Palmarès
- Champion de boxe amateur de Lituanie (catégorie poids lourds)[9]
- Vainqueur du Championnat de Russie en 2010[réf. nécessaire]
- Vainqueur du Championnat de Lituanie[Quand ?][9]